# Ein starkes Team: Stumme Wut
Stumme Wut ist ein deutscher Fernsehfilm von Daniel Helfer aus dem Jahr 2007. Es handelt sich um die 35. Folge der Krimiserie Ein starkes Team mit Maja Maranow und Florian Martens in den Hauptrollen.

## Handlung
Kriminalhauptkommissarin Verena Berthold und Kollege Otto Garber versuchen den Brüdern Carsten und Olaf Hecker Menschenhandel und Zwangsprostitution thailändischer Frauen nachzuweisen. Nach einer missglückten Razzia wissen die Männer, dass sie im Visier der Ermittler sind und setzen nun alles daran, Beweise für ihre Machenschaften zu vernichten. Zudem droht Olaf Hecker Verena Berthold, man würde sich „immer zweimal sehen.“
Am nächsten Tag wird ein Anschlag auf einen Richter verübt, den dieser zum Glück überlebt. Otto Garber sorgt sich nun um seine Kollegin Berthold, doch der Richter glaubt nicht, dass die Hecker-Brüder hinter dem Anschlag stecken, sondern der ehemalige Straftäter Joachim Krischka, der ihn nach seiner Verurteilung massiv bedrohte. Krischka, der seit einiger Zeit wieder in Freiheit ist, leugnet jedoch und es können weder seine Fingerabdrücke noch sonstige Spuren gefunden werden, die auf ihn als Täter weisen. Nachdem eine Bäckersfrau aufgefunden wird, die auf ähnliche Weise gefoltert worden ist wie der Richter, wird Reddemanns Team auch zu diesem Fall hinzugezogen. Es findet sich zunächst nichts, was die Frau mit dem Richter in Verbindung bringt. Erst nach intensivem Studium von Prozessakten stoßen die Ermittler auf einen alten Fall, der Kindesmisshandlung von Tim König, in welchem Richter Harms entschieden hatte. Die Bäckerin war als Zeugin am Prozess beteiligt und sie macht sich Vorwürfe, zu lange weggesehen zu haben. Aus Angst den Mietvertrag für ihre Backstube nicht verlängert zu bekommen, hatte ihr Mann für Tims Vater ausgesagt, sodass dieser nicht verurteilt wurde.
Die Kommissare befürchten, dass es noch ein drittes Opfer geben könnte und stoßen bei ihren Nachforschungen auf Stephan Petersen, der seinerzeit im Jugendamt arbeitete und mittlerweile zum Standesamt gewechselt ist. Am nächsten Tag wird Petersen erschossen aufgefunden. Anwohner wollen zur Tatzeit ein Taxi vor der Tür gesehen haben, und da der Bruder von Tim König nebenberuflich Taxi fährt, gerät der inzwischen erwachsene Tim König unter Verdacht. Doch als er festgenommen werden soll, stellt sich heraus, dass er aufgrund seines Kindheitstraumas unter einer Phobie leidet, die es ihm unmöglich macht, das Haus zu verlassen. So konzentrieren sich die Ermittler auf Tims Bruder Markus, mit dem er zusammenwohnt. Als nach ihm gefahndet wird, ist allerdings auch bereits Olaf Hecker hinter Markus König her.
Berthold und Garber finden Zusammenhänge zwischen dem ermordeten Petersen und den Hecker-Brüdern, da Petersen ihnen falsche Papiere für ihre illegalen Prostituierten besorgt hatte. So ist ihnen schnell klar, dass Olaf Hecker Petersen umgebracht hat und Markus König ihm auf seiner persönlichen Rachetour in die Quere gekommen ist.
Olaf Hecker kann festgenommen werden und auch sein Bruder muss sich endlich wegen Menschenhandel und Zwangsprostitution verantworten, weil es den Ermittlern gelungen ist, eine der Thailänderinnen zu einer Aussage zu überreden.

## Hintergrund
Stumme Wut wurde in Berlin gedreht und am 27. Januar 2007 um 20:15 Uhr im ZDF erstausgestrahlt. 
Sputnik, dessen Rolle als Geschäftsmann in der Serie als ein Running Gag angelegt ist, eröffnet in dieser Folge einen Enstpannungtempel mit thailändischen Massagen, Sushi und Vitamindrinks.

## Kritik
Rainer Tittelbach von tittelbach.tv findet, „‚Stumme Wut‘ reißt zwei ‚brisante‘ Themen an, Menschenhandel im Rotlicht-Milieu und Kindesmisshandlung in ‚gutem Hause‘, und packt sie überaus geschickt in das Format-Korsett der ZDF-Reihe ‚Das starke Team‘. Das ist kein Krimi für Feingeister. Das knallt zwischendurch ganz schön rein, ist geradlinig inszeniert, spannend & glänzend besetzt.“
Die Kritiker der Fernsehzeitschrift TV Spielfilm vergeben die beste Wertung (Daumen nach oben) und meinen anerkennend: „Machenschaften im Rotlichtmilieu werden hier auf schlüssige Weise mit der Gewalt gegen Kinder verknüpft. Ein Krimi, ebenso couragiert wie gradlinig.“ Fazit: „Ein Kiezkrimi ohne modischen Firlefanz.“